# Куп'янський краєзнавчий музей
Ку́п'янський краєзна́вчий музе́й — міський краєзнавчий музей у м. Куп'янськ Харківської області. Підпорядкований управлінню культури, молоді та спорту Куп'янської міської ради.
Музей розташовувався у центрі міста  у будівлі, яка входила в комплекс споруд зруйнованого у радянський період Покровського собору (кін. XIX ст.), яка є архітектурною та історичною пам'яткою 2-ї половини ХІХ ст.

## Історія
Куп'янський краєзнавчий музей було відкрито 24 грудня 1972 року. Робота з його створення почалася в кінці 1960-х років.
Збирали матеріали такі люди: А. С. Коваль (надалі він був вибраний головою Ради музею), Ф. В. Кононенко (надалі обіймав посаду директора музею), художники-куп'янчани: Б. Г. Шпиталенко, В. М. Чаленко. Велику роботу з формування фондів музею та його облаштування провели: І. В. Яковина, В. В. Друшляк та інші, як-от О. К. Чорногуз, Г. І. Голенищев.
У 1988 році була проведена реконструкція експозиції музею, до здійснення якої було залучено наукових співробітників і художників харківських музеїв і художніх майстерень.
У 2008 році у приміщенні зроблено капітальний ремонт. Кілька років тому відбулася реконструкція всіх залів музею, відкрито нові експозиції «Зала бойової слави», «Куп'янськ та знаменитості», «Освіта Куп'янська».
Із перших днів свого існування Куп'янський музей працював на загальних засадах. У 1991 році музею було присвоєно статус державного.

### Російсько-українська війна
У 2014 та 2015 роках проведено реконструкцію практично всіх залів музею.

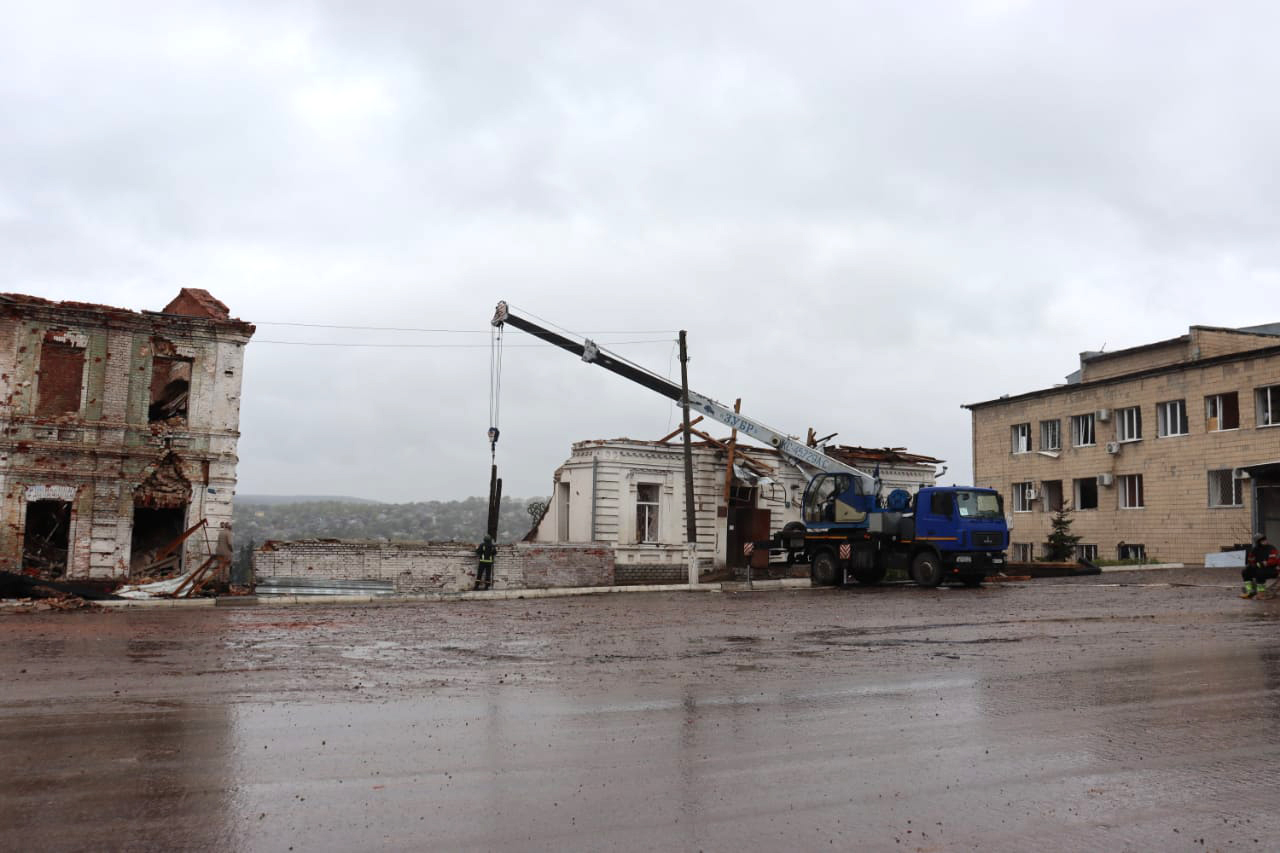
Після російського обстрілу 25 квітня 2023 року

На думку директора Харківського історичного музею Ольги Сошнікової, у той час «музей був одним з кращих на Харківщині, це був осередок культурного життя Куп'янська…колектив активно займався проектним менеджментом і завдяки виграним грантам активно розвивався».
Після початку російського повномасштабного військового вторгнення в Україну у 2022 році, музей потрапив під російську окупацію. В окупації тодішньому директору Ірині Осадчій вдалося поховати цінні експонати, особливо українські стародавні сорочки, у різних мешканців міста. Після деокупації міста частина експонатів основного фонду музею були перевезені на збереження до Харківського історичного музею.
25 квітня 2023 року в результаті ракетного російського удару по музею, будівля була майже зруйнована, загинуло дві співробітниці: директор Ірина Осадча та Олена Водоп'янова, двоє працівників музею, Олена Абакумова та Микола Шапка, були поранені. Загалом того дня, внаслідок російського обстрілу С-300, двоє людей загинули та десятеро були поранені..

## Фонди та експозиція

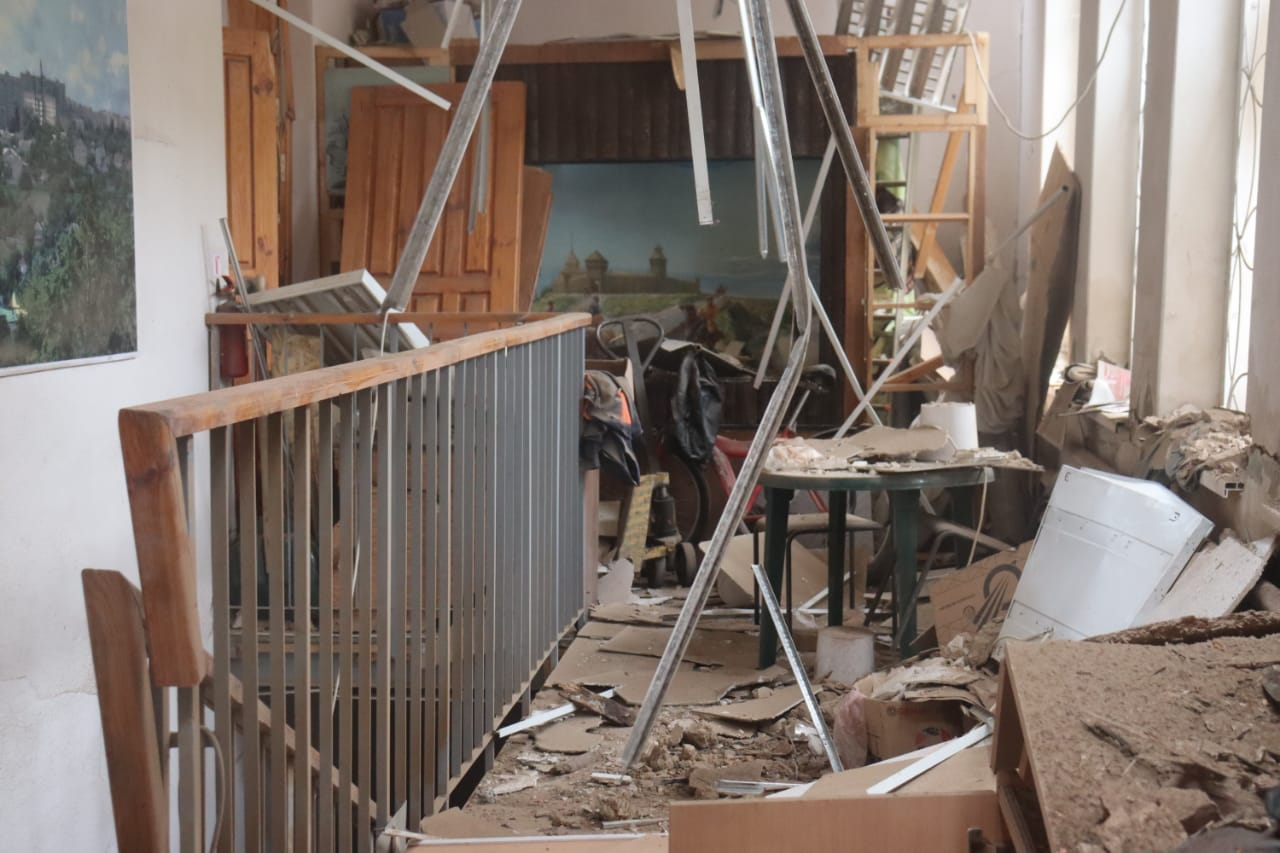
Експозиція музею після російського обстрілу 25 квітня 2023 року

У музеї є 4 постійні, 1 змінна та 2 тематичні виставки. Його фонди налічують понад 1 тисячу предметів. Тут зберігаються історичні документи та рідкісні фотографії, виставлені археологічні, етнографічні, нумізматичні збори, що повністю відображають історію Куп'янщини
У музеї можна придбати краєзнавчу літературу, карти, листівки, сувеніри із символікою міста Куп'янська.
У музеї зберігаються історичні документи та рідкісні фотокартки, виставлені археологічні, етнографічні, нумізматичні зібрання, які відображають історію Куп'янщини. Серед унікальних експонатів — фотокартка Марка Кропивницького з куп'янськими акторами, поштові листівки з краєвидами Куп'янська (1911), комплекти місцевої газети «Голос народу» (1917–18).
Відкрито нові експозиції:
- «Зала бойової слави»,
- «Куп'янськ і знаменитості»,
- «Утворення Куп'янська».

Музей проводить пішохідні та автобусні екскурсії історичними місцями міста та району, музейні тематичні заняття, наприклад, «Археологія краю», «Розвиток грошей в Україні», «Розвиток праски»; науково-практичні конференції, круглі столи, виставки місцевих художників та майстрів декоративно-ужиткового мистецтва, до пам'ятних дат.